# Radoslav Bečejac
Radoslav Bečejac, szerbül: Радослав Бечејац (Begaszentgyörgy, 1941. december 21. –) jugoszláv válogatott szerb labdarúgó, középpályás.

## Pályafutása

### Klubcsapatban
1956 és 1963 között a Proleter Zrenjanin, 1964 és 1967 között a Partizan, 1967 és 1973 között az Olimpija Ljubljana, 1973–75-ben a kolumbiai Independiente Santa Fe labdarúgója volt. A Partizannal bajnok lett az 1964–65-ös idényben, majd a következő szezonban tagja volt a BEK-döntős együttesnek.

### A válogatottban
1965 és 1970 között 12 alkalommal szerepelt a jugoszláv válogatottban.

## Sikerei, díjai
FK Partizan
- Jugoszláv bajnokság
  - bajnok: 1964–65
- Bajnokcsapatok Európa-kupája (BEK)
  - döntős: 1965–66